# Ekbacken, Södertälje kommun
Ekbacken är en bebyggelse norr om Södertälje i Södertälje kommun. Från 2015 avgränsar SCB här en småort.